# 古巴西班牙菲德尔主义团体
古巴西班牙菲德尔主义团体（西班牙語：Grupo Fidelista Español de Cuba）是一个由流亡古巴的西班牙左翼人士建立的组织，存在于1960年代初期。该组织出版刊物《革命斗争》。